# Långtjärnen (Degerfors socken, Västerbotten, 715968-169049)
Långtjärnen är en sjö i Vindelns kommun i Västerbotten och ingår i Sävaråns huvudavrinningsområde.